# Hannibal Germanus von Schmertzing

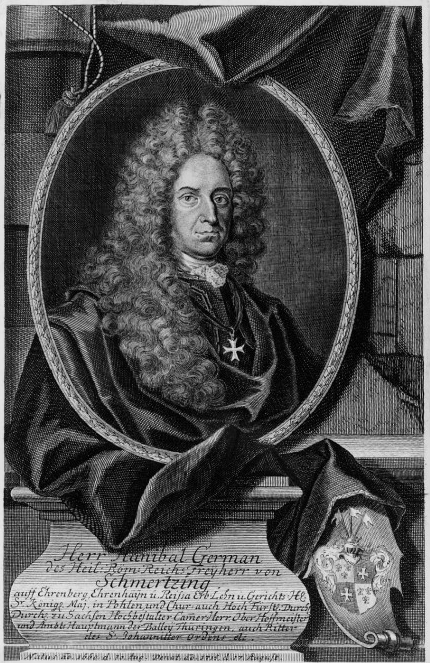
Hannibal Germanus von Schmertzing: zeitgenössischer Stich

Hannibal Germanus Freiherr von Schmertzing (* 30. August 1660 in Limbach; † 17. August 1715 in Altenburg) auf Ehrenberg, Ehrenhain und Reusa war ein königlich-polnischer und kurfürstlich-sächsischer Kammerherr, Oberhofmeister und Amtshauptmann der Ballei Thüringen sowie Ritter des Johanniterordens.

## Leben
Der Sohn Hannibals von Schmertzing und dessen Frau Maria Magdalena von Metzsch verbrachte seine Kindheit am Hof zu Zerbst, wo er 1675 als Page in die Dienste Prinz Anton Günthers trat, den er auf zahlreiche Reisen innerhalb Europas begleitete. 1677 bereisten sie Holland und England. 1680 verbrachte von Schmertzing ein halbes Jahr in Genf, um die französische Sprache zu lernen. Nach einem anschließenden Jahr in Paris bereiste er mit Anton Günther als dessen Hof-Junker Nordeuropa, unter anderem Dänemark, Schweden und Polen. Als 1683 die Türken Wien belagerten, verließ er den Hof zu Zerbst, um in der sächsischen Armee zu dienen, wo er als 1685 als Leutnant entlassen wurde. 1686 bereiste er Italien, bevor er als Kammer-Junker in den Dienst Herzog Christian Augusts von Sachsen-Zeitz trat und wenig später zu dessen Hofmeister ernannt wurde. 1678 übernahm von Schmertzing eine Kompanie in Christian Augusts Infanterieregiment in Holland. Zehn Jahre später wurde er zum Amtshauptmann des Amtes Thüringen ernannt und nahm in den folgenden Jahren an Feldzügen und Belagerungen in Frankreich und Holland teil. Am 3. Februar 1693 wurde er von Markgraf Carl von Brandenburg in den Johanniter-Orden aufgenommen. 1697 wurde von Schmertzing von Christian August von Sachsen-Zeitz zu dessen Oberhofmeister ernannt, 1697 von August dem Starken zu dessen Kammerherrn. 1704 erhob ihn Kaiser Leopold in den Reichsfreiherrenstand, der mit Diplom 1706 bestätigt wurde. Er lebte von 1690 bis zu seinem Tode auf Schloss Ehrenberg. Von Schmertzing starb am 17. August 1715. Bei seiner Obduktion wurden sieben ungewöhnlich große Nierensteine entdeckt. Er wurde am 20. August 1715 in der Kirche in Stünzhain, unweit von Altenburg beigesetzt.

## Familie
Von Schmertzing war zweimal verheiratet. Die Hochzeit mit seiner ersten Frau, Elisabeth Auguste Freiin von Ripperda, Tochter von Gerhard Gottfried Freiherr von Ripperda zu Ellerburg und Anna Lucia von Münch und Witwe des kursächsischen Obristwachtmeisters Christoph von Heßlers auf Klosterhäseler war 1690. Elisabeth Auguste brachte aus der 1. Ehe den Sohn Heinrich Moritz von Heßler (1687–1708) mit in die Ehe, dessen Stiefvater Schmertzing wurde. Sie starb am 14. März 1700 und hinterließ ihrem Mann zwei Söhne, darunter Hannibal August von Schmertzing und Friedrich Hannibal von Schmertzing, sowie eine Tochter, Dorothea Lucia von Schmertzing (geb. 1693).
Ein weiterer Sohn und eine weitere Tochter waren bereits vor ihrer Mutter gestorben, eine weitere Tochter tot geboren worden.
Mit seiner zweiten Frau, Agnes Catharina von Haaren aus dem Stift Münster, der Witwe des Domherrn zu Magdeburg Christian Wilhelms von Grapendorff auf Möckern, Lohr und Schockmühlen, zeugte er sechs Töchter und drei Söhne, von denen ein Sohn und eine Tochter bald nach der Geburt starben. Eine Tochter war Dorothea Wilhelmine von Schmertzing (* 1703 † 1786), die 1735 den preußischen General Heinrich Karl Ludwig Herault de Hautcharmoy (1689–1757) heiratete. 
Hannibal Germanus war ein Enkel des erzgebirgischen Hammermeisters Rudolph von Schmertzing.